# 歴史のゴミ箱
歴史のゴミ箱（れきしのゴミばこ、もしくは歴史の灰だまり）という言い回しは人物、事象、事物、イデオロギーなどが歴史上通用しなくなったり価値が下がる際に比喩的に使用される。
14世紀にローマを訪れたイタリアの詩人・学者のペトラルカは、過去の遺物にうずもれたローマ市のことを「歴史のごみの山」（rubbish heap of history）と呼んでいる。
1887年にはイギリスの政治家・随筆家であったオーガスティン・ビレルが随筆集『Obiter Dicta』の中で、「歴史という名のあの大いなるごみの山」（that great dust heap called 'history.'）という言葉を残している。
著名な使用例としては、ロシアにおける革命家のレフ・トロツキーがメンシェビキを指して言った「お前たちは哀れで、孤立したばらばらの集団だ！お前たちは破産した。お前たちの役割は終わった。お前たちはこれから歴史のごみ箱行きだ。」というものがある。これは十月革命のさなかの1917年10月25日、ペトログラード（現・サンクトペテルブルク）での第2回ソビエト大会で、「ボリシェビキが不当に権力を奪取した」と論難したメンシェビキに対して行った返答である。これにより、ボリシェビキはロシア共産党を支配することになる。
1982年6月8日の英国庶民院でのスピーチにて、当時のアメリカ合衆国大統領・ロナルド・レーガンは「自由と民主主義によりマルクス主義とレーニン主義は歴史のゴミ箱に打ち捨てられるでしょう」と言った。